# Ванжулів
Ванжу́лів — село в Україні, у Лановецькій міській громаді Кременецького району Тернопільської області. До 2020 року центр сільської ради, якій було підпорядковане село Мала Карначівка.
Розташоване на берегах річки Буглівка, за 5 км від центру громади і 9 км від найближчої залізничної станції Ланівці. Населення — 467 осіб (2001).

## Преісторія
Біля Ванжулова досліджено поселення пізнього палеоліту та поселення черняхівської культури.

## Історія
Перша писемна згадка — 15 століття.
Належало князям Вишневецьким та Збаразьким.
Згідно з поборовим реєстром Кременецького повіту 1583 року поселення було власністю княгині О. Вишневецької.
На 1936 рік село входило до ґміни Білозірка Кременецького повіту.
12 червня 2020 року, відповідно до розпорядження Кабінету Міністрів України № 724-р «Про визначення адміністративних центрів та затвердження територій територіальних громад Тернопільської області» увійшло до складу Лановецької міської громади.
19 липня 2020 року, в результаті адміністративно-територіальної реформи та ліквідації Лановецького району, село увійшло до складу Кременецького району.

## Населення

### Мова
Розподіл населення за рідною мовою за даними :
| Мова       | Кількість | Відсоток |
| ---------- | --------- | -------- |
| українська | 465       | 99.57%   |
| російська  | 2         | 0.43%    |
| Усього     | 467       | 100%     |

## Пам'ятки
Є церква Різдва Пресвятої Богородиці (1750; дерев'яна), дві каплички (1896).
Споруджені «фігура» (згідно з переказами — 17 століття; дерев'яна), кам'яна стела, на якій — напис латинською мовою (1892), пам'ятник полеглим у німецько-радянській війні воїнам-односельцям (1975).
Є пам'ятка природи — дика груша (понад 300 років, взята під державну охорону). А також відоме джерело Біла Криниця

## Соціальна сфера
Діють загальноосвітня школа І-II ступенів, бібліотека, 2 магазини, будинок культури.

## Відомі люди

### Народилися
- художник І. Гуменюк;
- Микола Левчук — український історик, археолог, краєзнавець, педагог. Член ВУСК та НТШ;
- Ігор Адамчук — правник, генерал-майор міліції;
- Юхим Макотерський[5]. — краєзнавець, громадський діяч;
- Василь Черній — політичний діяч .

## Галерея

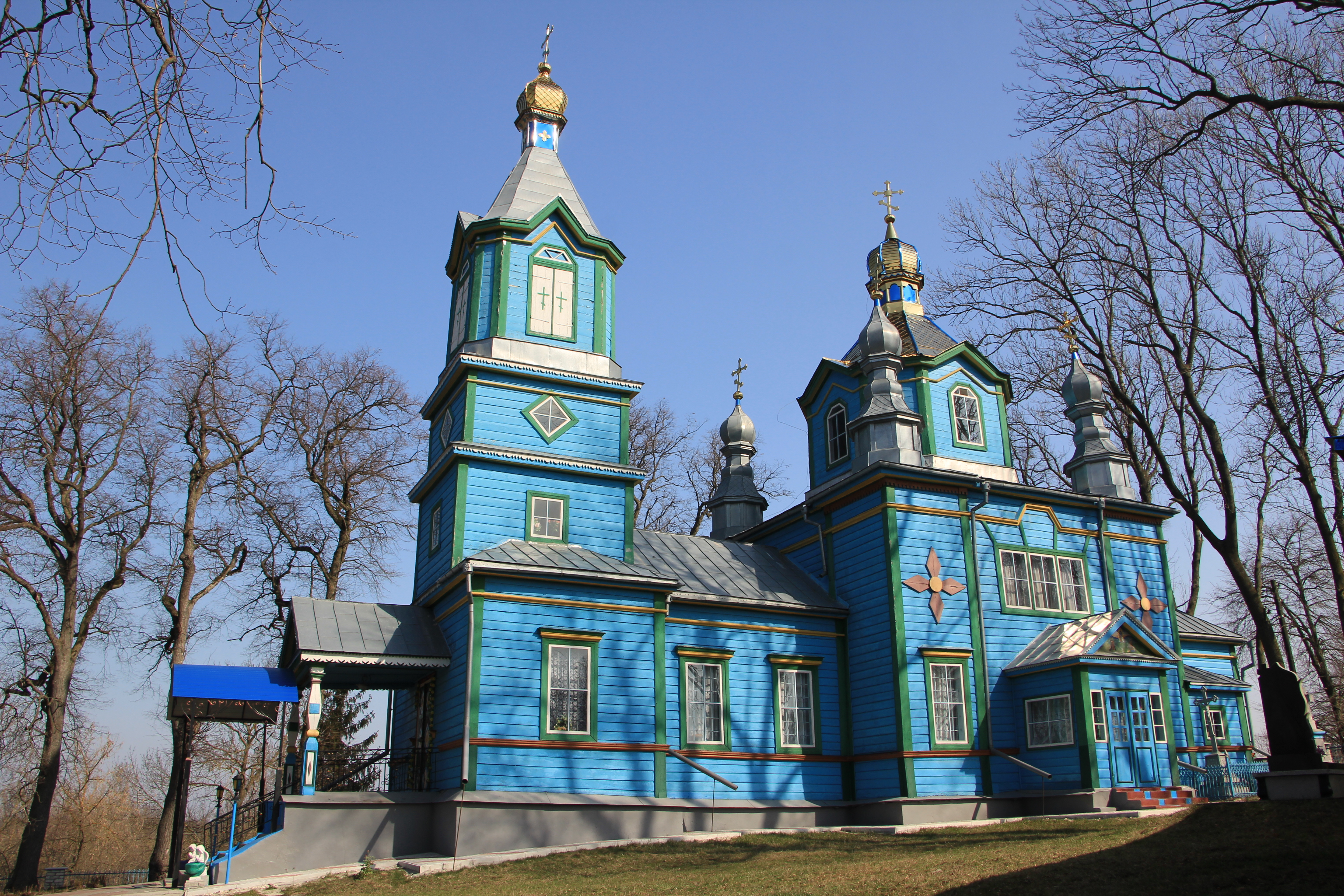
Дерев'яна церква
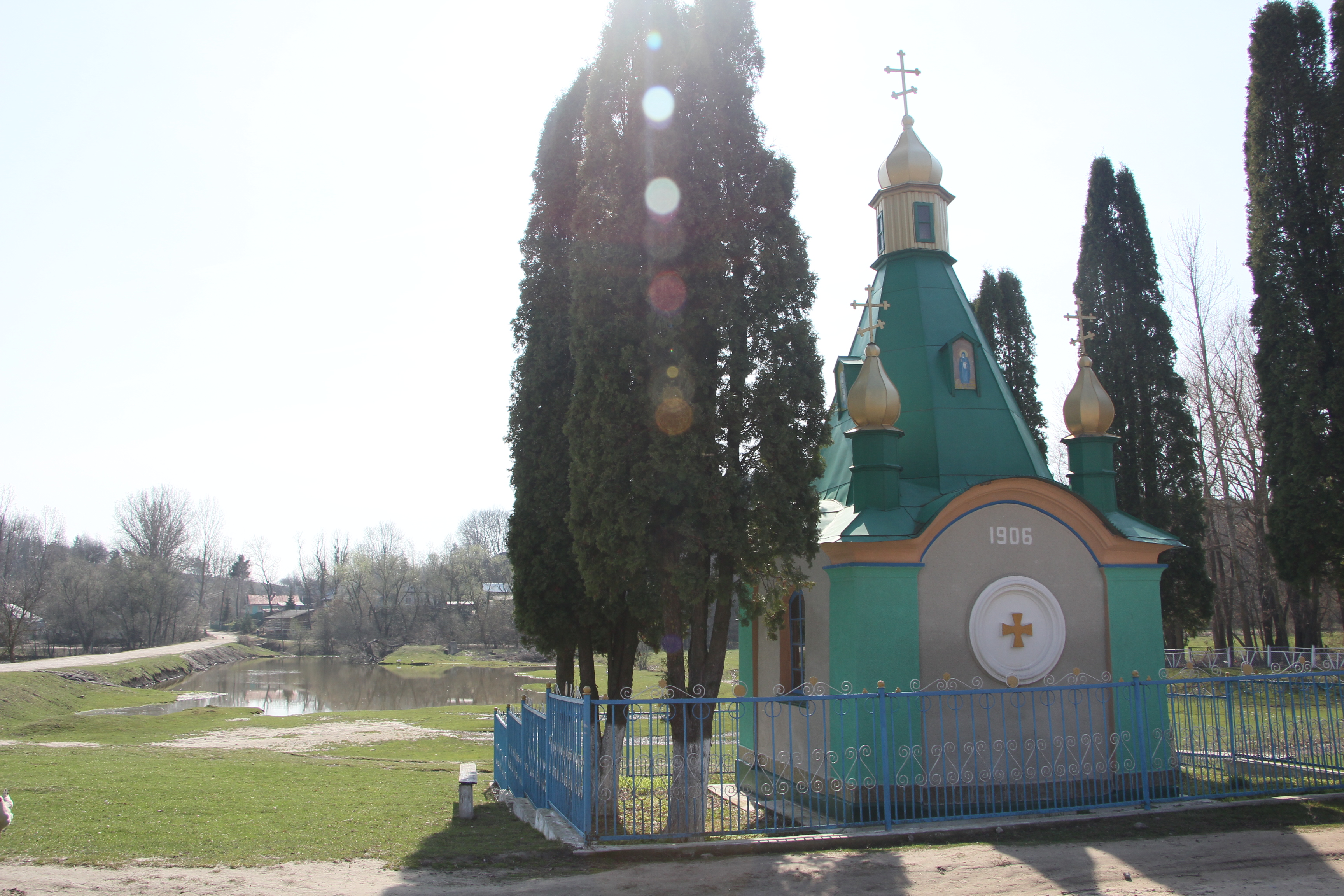
Придорожна каплиця
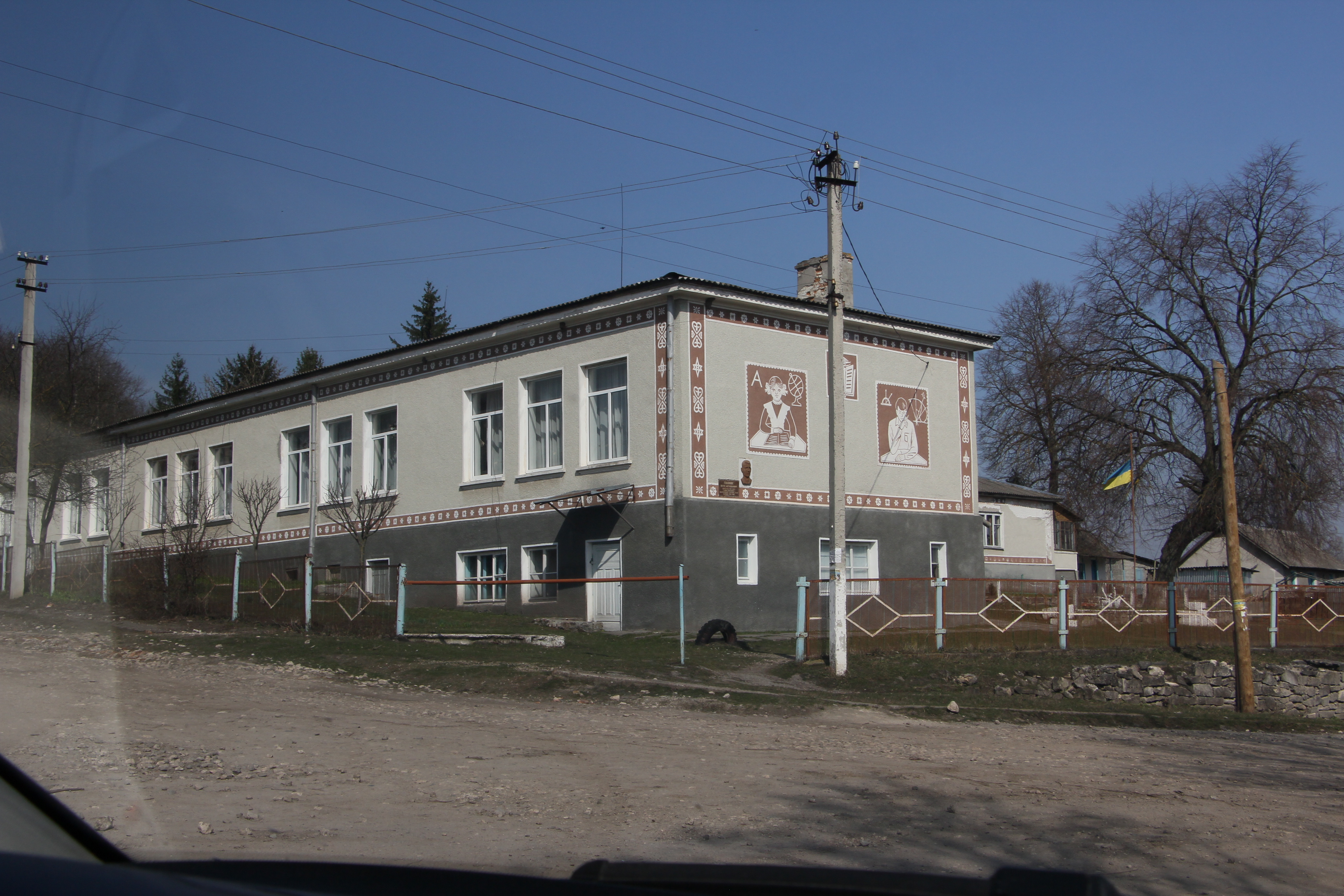
Приміщення середньої школи
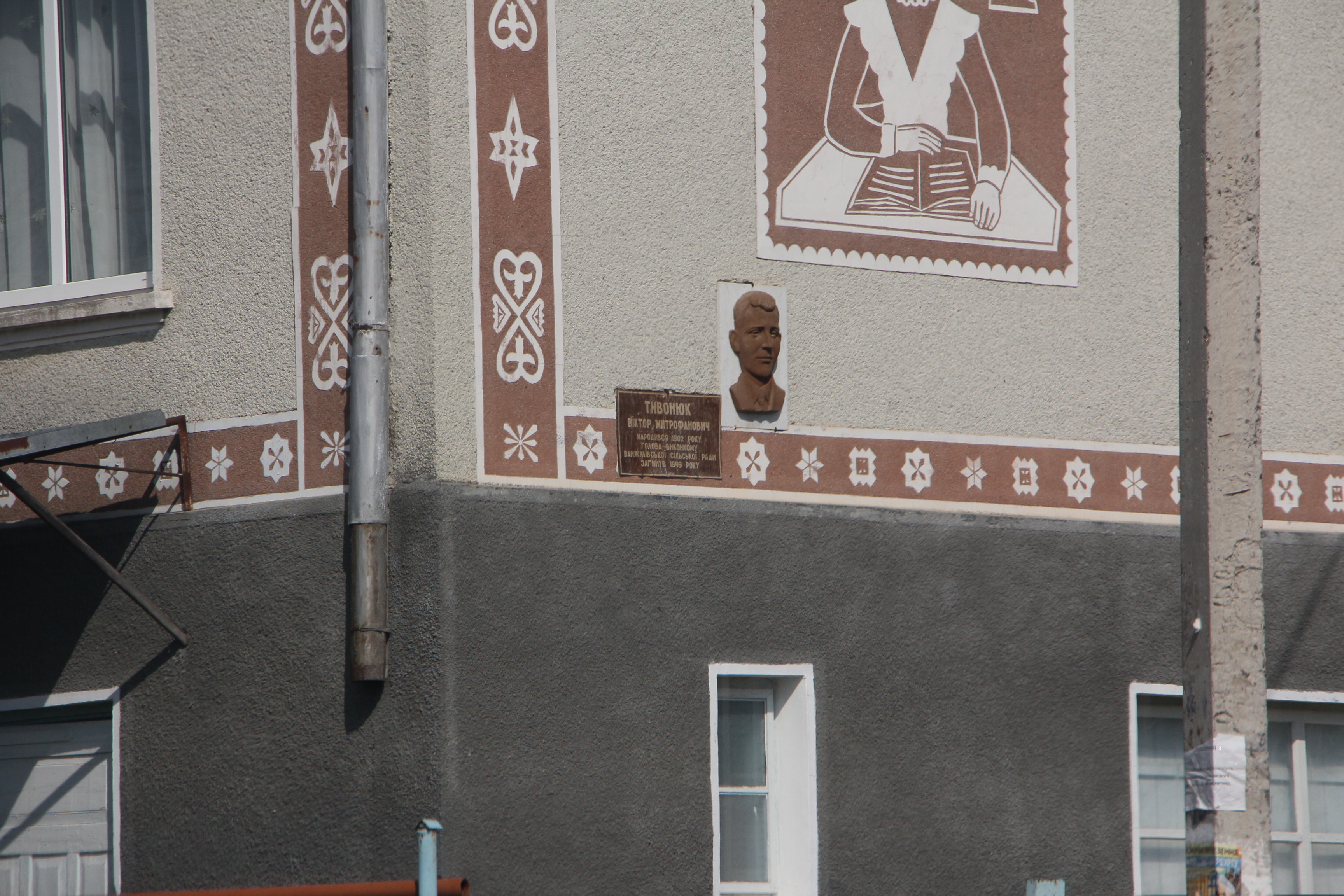
Пам'ятна дошка на приміщенні школи
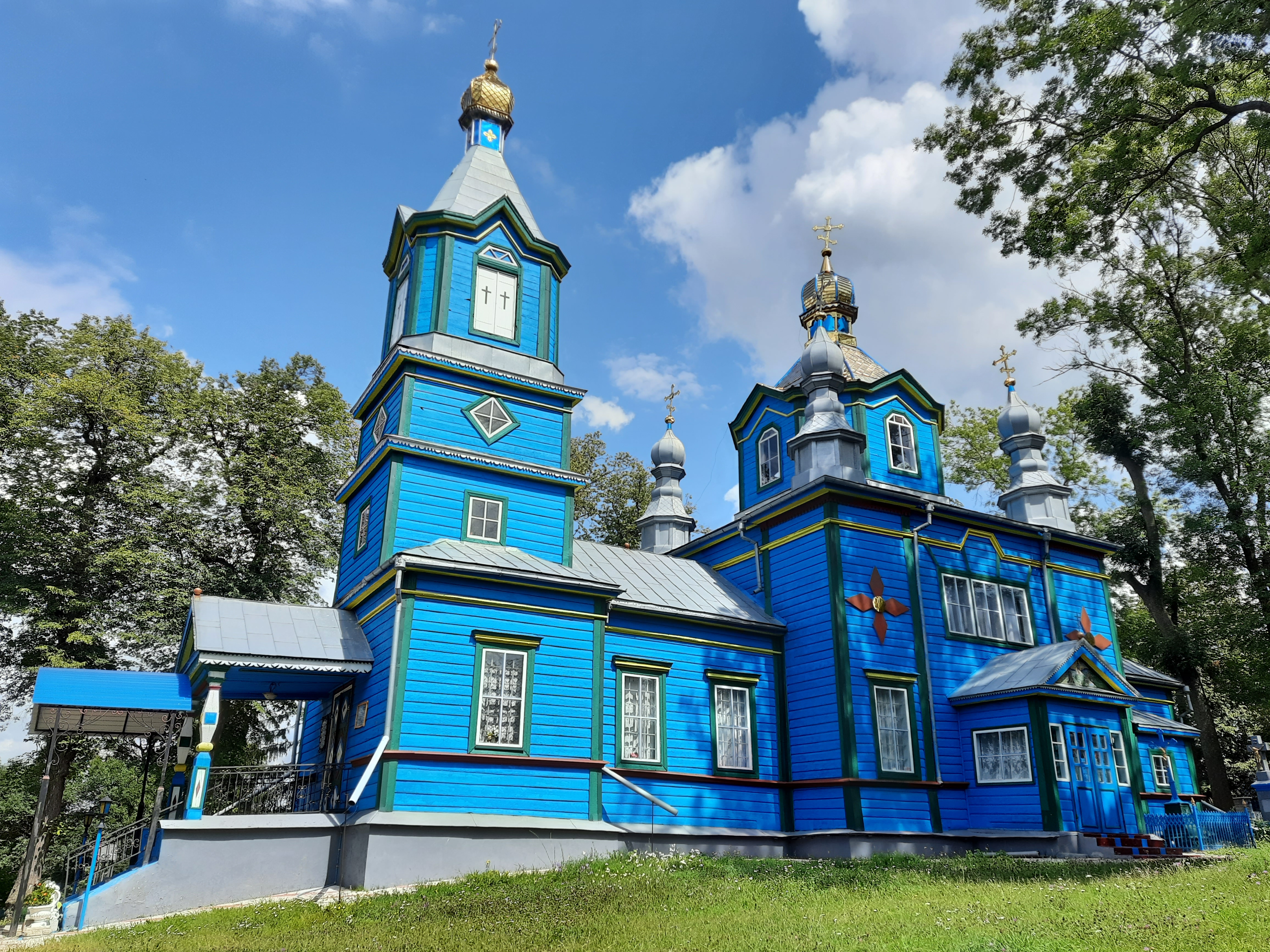
Церква Різдва Пресвятої Богородиці
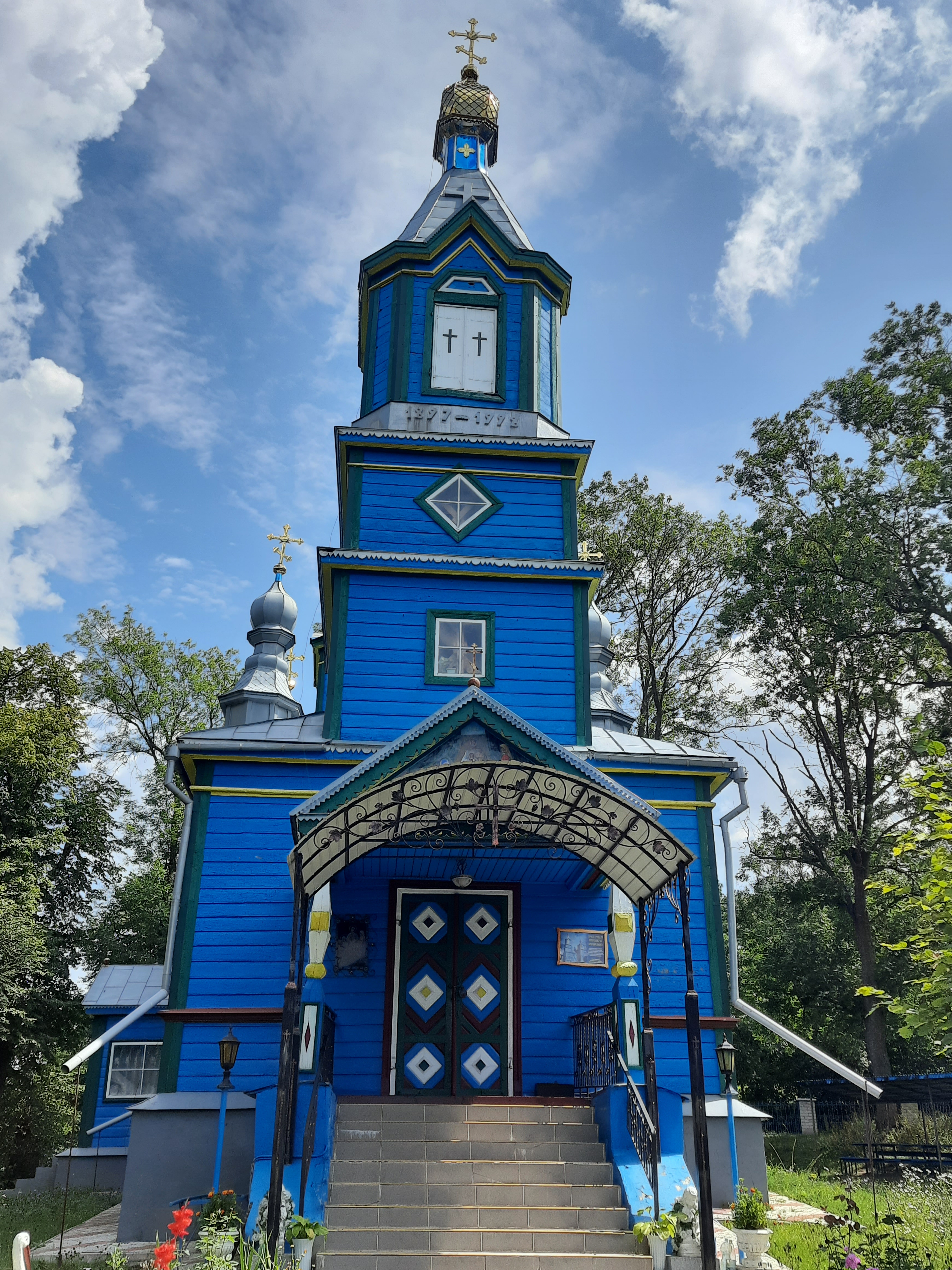
Ванжулів
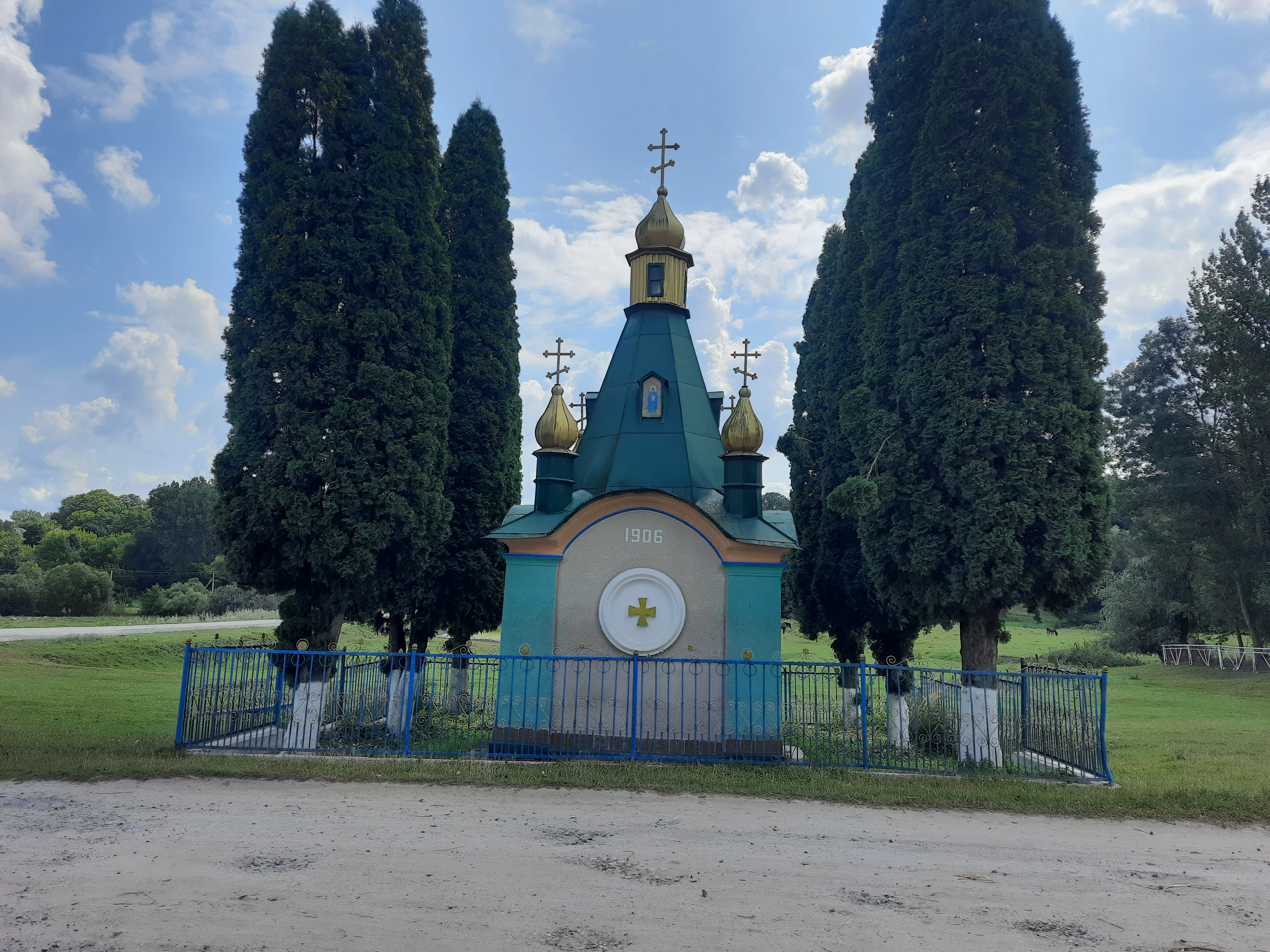
Каплиця
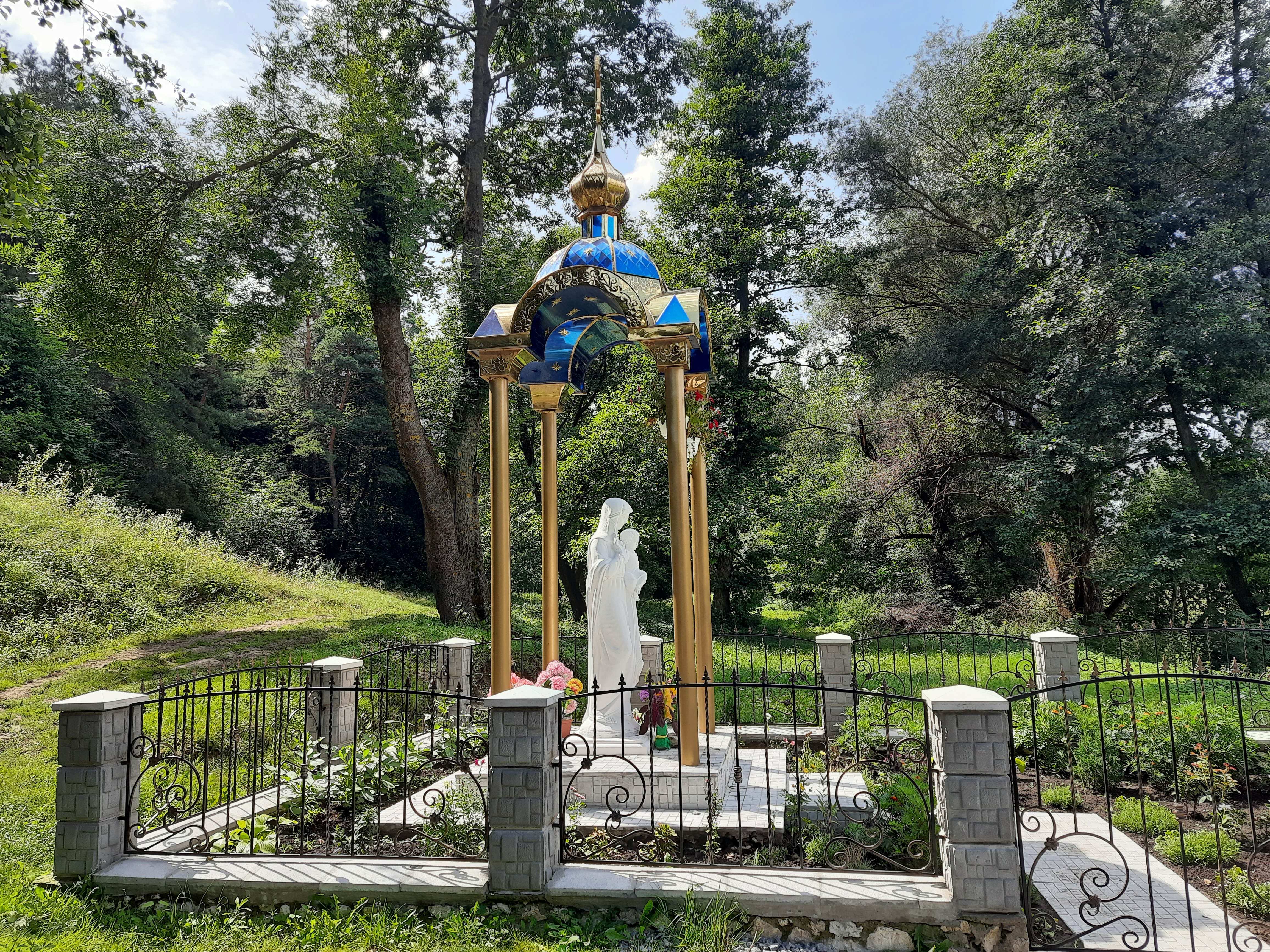
Статуя Божої Матері
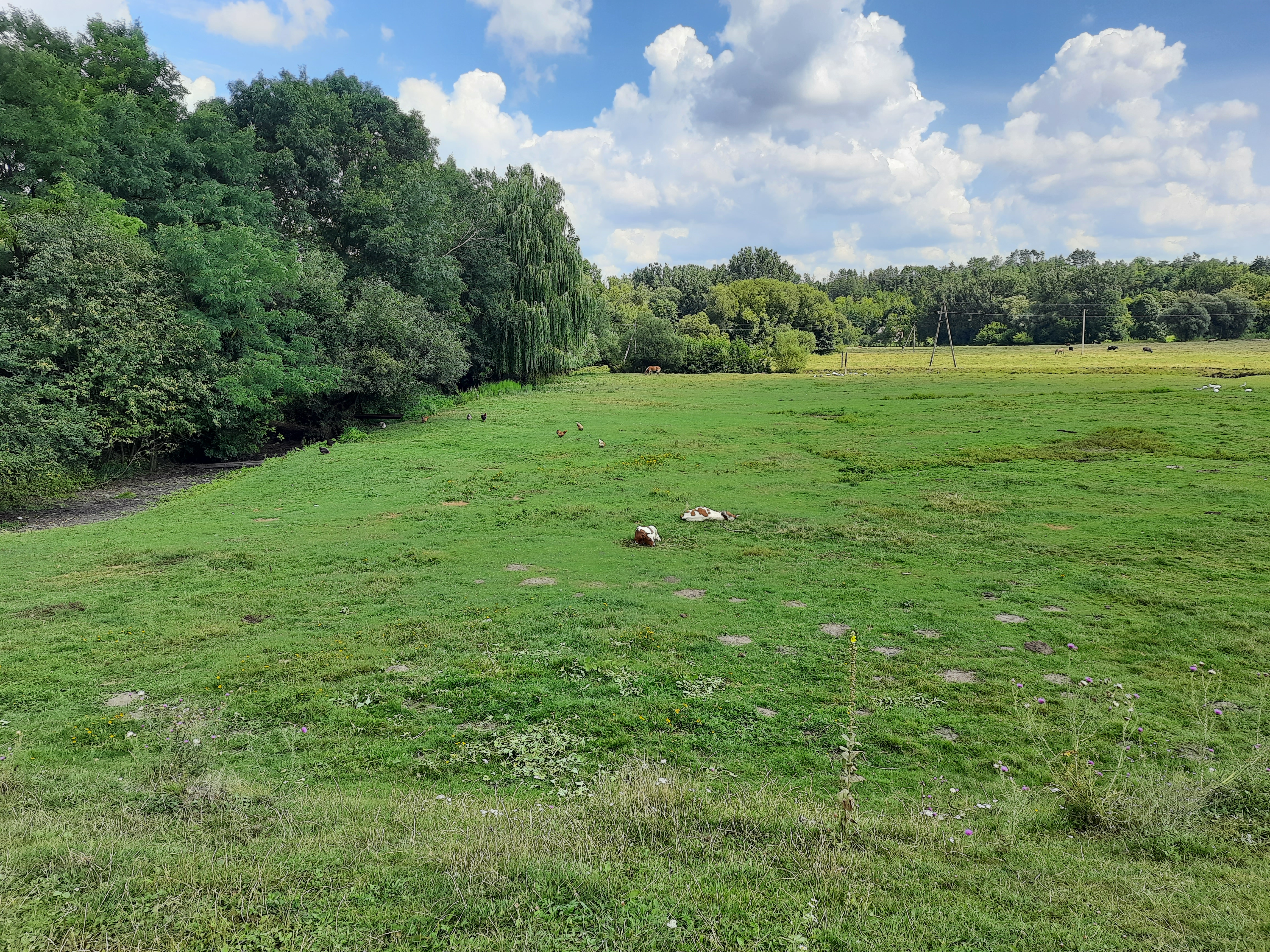
Краєвид біля села